# کنیبال کورپس
کنیبال کورپس (به انگلیسی: Cannibal Corpse) یک گروه موسیقی دث متال آمریکایی است که در سال ۱۹۸۸ در بوفالو نیویورک پایه‌گذاری شد. از کنیبال کورپس تا به امروز ۱۴ آلبوم استودیویی، ۱ مجموعه گردآوری شدهٔ آثار و یک آلبوم اجرای زنده منتشر شده‌است. در تمام سالهایی که گروه فعالیت داشته‌است، تعداد خیلی کمی از آثار آن‌ها از رادیو و تلویزیون پخش شده و این در حالی بود که آلبوم سلاخی شده در بدوتولد و آلبوم آرمگاه مثله شده هر دو بیش از یک میلیون نسخه در سرتاسر جهان فروش کردند، که بیش از نیم میلیون از آن‌ها به تنهایی در آمریکا به فروش رفت و باعث شد لقب پُرفروشترین آلبومهای سبک دث متال تمام دوران در آمریکا را به خود اختصاص دهند و در جهان نیز در رتبه دوم قرار گیرند.
اعضای کنیبال کورپس بیشتر از گروه‌های سبک ترش متال مانند اسلیر و کریتور و گروه‌های از سبک دث متال مانند ماربید انجل، اتوپسی و دث الهام گرفته‌اند. متن آهنگ‌ها و طرح روی جلد آلبوم‌های گروه (که اغلب توسط وینسنت لاک طراحی شده‌اند) بیشتر از داستان‌های ترسناک و فیلم‌های ژانر وحشت تأثیر گرفته‌اند که اغلب بحث‌انگیز بوده و در اکثر اوقات باعث شده فروش آلبوم‌های کنیبال کورپس در بعضی از کشورها ممنوع شود یا در صورت فروش، با «طرح جلد سانسورشده» منتشر شود.

## تاریخچه
کنیبال کورپس از اعضای پیشین ۳ گروه دث متال-که در بوفالو به‌طور جداگانه فعالیت می‌کردند-تشکیل شد. بی وند دث (وبستر و اوون) و لیویانتن (بارنس) و تیرانت سین (بارنس، راسی و مازورکویچ). آن‌ها اولین اجرای‌شان را در آوریل سال ۱۹۸۹ و در ریور راک کافه بوفالو برگزار کردند و پس از آن یک آلبوم دموی پنج‌آهنگه که هم‌نام خود گروه بود منتشر کردند. یک سال بعد نسخه‌ای از دموی ضبط شده به دست مسئولان شرکت نشر متال بلید رکوردز رسید که نتیجه‌اش، امضای قرارداد برای انتشار اولین آلبوم استودیویی کنیبال کورپس بود. اولین آلبوم استودیویی کنیبال کورپس با نام برگشته خورده به زندگی در سال ۱۹۹۰ و با لیبل متال بلید رکوردز روانهٔ بازار شد.
ترکیب نفرات گروه تا به‌حال دستخوش تغییرات زیادی شده‌است. در سال ۱۹۹۳ گیتاریست باب راسی گروه را ترک کرد و راب برت از گروه مالولنت کریشن جایگزین شد. در سال ۱۹۹۵ کریس بارنز از گروه اخراج شد و به جای او جورج «کورپس‌گریندر» فیشر از گروه مونستروسیتی جایگزین شد و بارنس در سیکس فیت آندر به اجرا پرداخت و بعد با گروه تورچر کیلر نیز آثاری را ارائه داد.
در سال ۱۹۹۷ برت که جایگزین باب راسی شده بود گروه را ترک کرد و به گروه مالولنت کریشن بازگشت. بعد از رفتن برت، پت اوبراین جایگزین او شد و در سال ۲۰۰۴ گیتارست جک اوون برای اینکه زمان بیشتری را با گروه دوم خود ادریفت داشته باشد گروه را ترک کرد و در سال بعد به گروه دیساید پیوست. سپس جرمی ترنر به‌طور موقت جایگزین او شد و در یک تور نیز گروه را همراهی کرد. تا اینکه در سال ۲۰۰۵ برت دوباره به گروه بازگشت و گروه آلبوم کشتن را منتشر کرد.
در سال ۲۰۰۷ الکس وبستر در یک مصاحبه اعلام کرد که گروه در حال ساخت یک آلبوم جدید است. آلبوم مرض روده درآوردن که یازدهمین آلبوم کنیبال کورپس بود در ۳ فوریه ۲۰۰۹ روانهٔ بازار شد. که با پاسخ مثبت طرفداران همراه شد. در سال ۲۰۱۱ گروه یک دی وی دی اجرا زنده را منتشر کرد. کنیبال کورپس ضبط یک آلبوم جدید تحت عنوان شکنجه را به پایان رساند و آن را در تاریخ ۱۳ مارس ۲۰۱۲ منتشر کرد.

## جنجال و تبلیغات

### ایالات متحده
در سال ۱۹۹۵ سناتور باب دوله کنیبال کورپس را متهم کرد که به همراه دو گروه هیپ‌هاپ گتس بوی و تولایوکرو باعث تضعیف شخصیت ملی ایالات متحده آمریکا می‌شوند. یک سال بعد دوباره گروه زیر آتش شدید انتقادات قرار گرفت، این بار به عنوان بخشی از مبارزات انتخاباتی توسط محافظه کاران فعال ویلیام بنت، سناتور جو لیبرمن، سپس سناتور سام نان و انجمن زنان سیاه‌پوست گنگره، که شرکت‌های توزیع‌کننده آثار گروه از جمله سونی میوزیک، تایم وارنر، ای‌ام‌آی گروپ، پولی گرام و برتلسمن را مسئول پخش این اشعار اهانت‌آمیز می‌دانستند.
کنیبال کورپس با بی‌توجهی به انتقادات در سال ۱۹۹۴ در فیلم ایس ونچورا کارآگاه حیوانات با حضور جیم کری به مدت کوتاهی ظاهر شد و به اجراء آهنگ «صورت له شد با پتک» پرداخت. در این فیلم کری خود را به عنوان یک طرفدار سرسخت گروه نشان می‌دهد و سعی در بیان آن در تمام لحظات فیلم دارد.

### استرالیا
در ۲۳ اکتبر سال ۱۹۹۶ تمام آثار ضبط شده کنیبال کورپس موجود در مراکز فروش موسیقی در استرالیا جمع‌آوری شد. در این زمان انجمن صنعت ضبط استرالیا و انجمن خرده فروش موسیقی استرالیا سیستم را برای شناسایی آثار توهین‌آمیز به کار گرفت که به «برچسب زدن کد از عمل» معروف شد.
تمام آثار کنیبال کورپس بین سالهای ۲۰۰۶ تا ۲۰۰۷ در نهایت توسط آریا طبقه‌بندی شد و مجاز برای فروش در استرالیا گردید با این حال همه آن‌ها محدود و افراد بالای ۱۸ سال حق خرید دارند. طرح روی جلد بعضی از آلبوم‌ها با سانسور یا بدون سانسور در فروشگاه‌ها عرضه می‌شود.

### آلمان
تمام آلبوم‌های کنیبال کورپس و همچنین آلبوم آرمگاه مثله شده برای فروش یا ارائه در آلمان می‌بایست بدون طرح روی جلد و متن آهنگ می‌بود و همچنین گروه از نواختن هر آهنگی از این آلبوم‌ها هنگامی که توری در آلمان برگزار می‌شد منع گردید. این ممنوعیت نتوانست زیر انتقادات دوام آورد و در سال ۲۰۰۶ لغو شد. در مصاحبه در سال ۲۰۰۴، جورج فیشر در مورد اقدام به این ممنوعیت گفت:
"زنی را دیدم که پیراهن یکی از ما را بر تن داشت، من فکر کردم او معلم مدرسه است و این ناشی از یک تعفن بزرگ در این مورد بود. پس ما از سه آلبوم اول خود نمی‌توانیم آهنگی بنوازیم و این واقعاً سخت چون طرافداران از ما می خواستن تا آهنگ‌های قدیمی را اجرا کنیم و ما هم می‌خواستیم ولی آن‌ها این رو بررسی می‌کنند. این جالب ما نمی‌توانیم آهنگ "متولد در تابوت" را بزنیم ولی می‌توانیم آهنگ " جزء جزء کردن و مورد تعرض قرار دادن" را اجرا کنیم."

### پاسخ به انتقادات

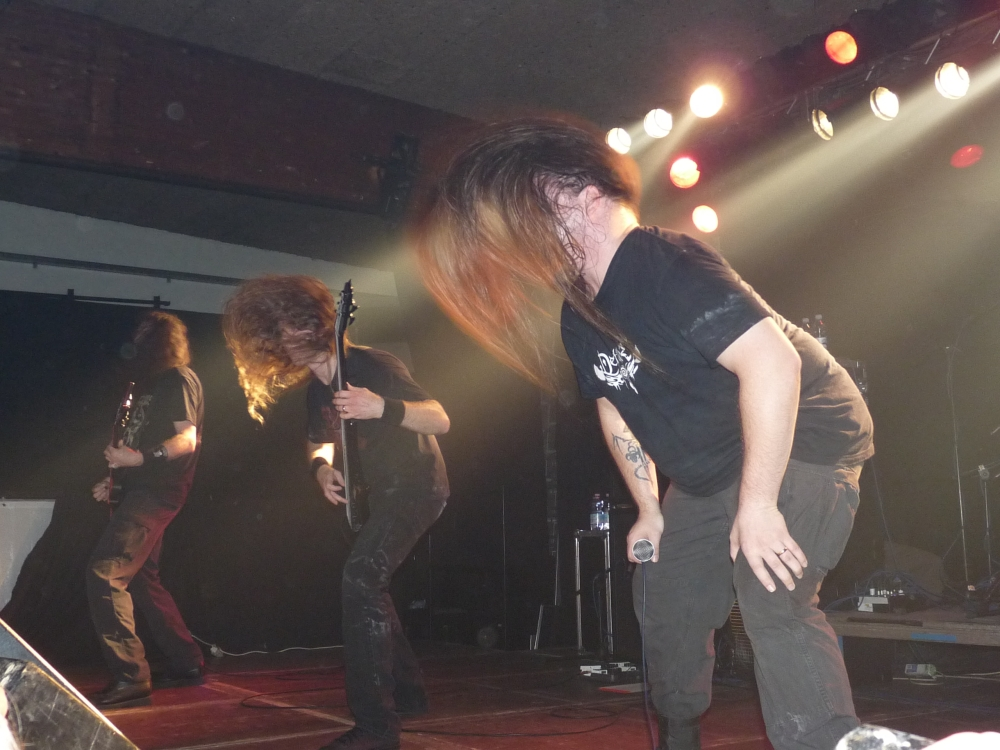
کنیبالکورپس در حال اجرا در اینسبورگ، ۹فوریه، ۲۰۰۹.

کنیبال کورپس به آهنگ‌های واقعاً خشن خود می‌بالد و طرح روی جلد آلبوم‌های خود را به صورت افراطی نمایش می‌دهد و آن‌ها را چیزی بیشتر از یک سرگرمی می‌داند. در فیلم متال: سفر یک هدبنگرز جورج فیشر دث متال را به «عنوان هنر» دانست و به مراتب خشن تر هنر که در واتیکان به وجود آمده اشاره کرد.
اعضای گروه نسبت به کسانی که گاهی از خشونت موسیقی آن‌ها انتقاد می‌کنند بی‌تفاوت هستند. جورج فیشر یکبار در مصاحبه‌ای گفت: "ما نه در مورد سیاست می‌خوانیم و نه در مورد مذهب… تمام ترانه‌های ما داستان‌های کوتاه هستند، اگر کسی بخواهد آن‌ها را به فیلم ترسناک تبدیل کنند، واقعاً می‌تواند. ما دوست داریم وحشت را، فیلم ترسناک را و ما می‌خواهیم اشعارمان شبیه به آن‌ها باشد. بله، آن‌ها در مورد کشتن مردم است، اما آن را ترویج نمی‌کند. در واقع این نوشته‌ها داستان‌های خیالی است و اگر کسی از آن‌ها آشفته شود واقعاً مسخره است.
در پاسخ به اینکه موسیقی گروه احساسات مردم را به سمت خشونت سوق می‌دهد الکس وبستر معتقد است که استدلال طرفداران دث متال و لذت بردن آن‌ها از این موسیقی فقط به این دلیل است که خشونت به تصویر کشیده در اشعار واقعی نیستند:
"من فکر می‌کنم احتمالاً مردم این را بی حرمتی نمی‌دانند و من هم خود را مثل شما می‌دانم، آواز می‌خوانیم در مورد تمام این مسائل. شما فیلمی را تماشا می‌کنید که می‌دانید واقعی نیست و این یک معامله‌ای بزرگ است، اما اگر شما واقعاً می‌دیدید که کسی مغز خود را گرفته و در مقابل شما قرار دارد چه. من فکر می‌کنم این تأثیر بسیار زیادی بر هر انسانی دارد می‌دانید منظور من چیست؟ یا برخی از اعمال وحشتناک دیگر، عمل واضح از خشونت یا هر چیز دیگری در مقابل شما. منظورم این است که شما به آن واکنش نشان می‌دهید، مهم نیست که چگونه شما فیلم تماشا می‌کنید یا چه مقدار به دث گور گوش می‌دهید یا هر چیز دیگری. من مطمئن هستم آن‌ها دو چیز کاملاً متفاوت هستند وقتی درست در مقابل شما قرار می‌گیرند. گرچه ما در حال حاضر یک سرگرمی دیوانه وار داریم، ولی واقعیت این است که اجتماع ما متمدن تر از این است، منظورم این است که ما مردم را نمی‌توانیم حلق آویز بکنیم یا آن‌ها را در کوچه و خیابان شلاق بزنیم. در نظر من برای هر جامعه‌ای این پیشرفت مثبتی است."
او همچنین معتقد است که موسیقی‌های خشونت‌آمیز می‌تواند ارزش‌های مثبتی داشته باشید: «این خوب است که موسیقی بتواند خشم را آزاد کند. جورج فیشر در مورد آهنگ‌های گروه می‌گوید:» هیچ چیز جدی وجود ندارد ما نمی‌خواهیم که کسی به قتل برسد یا به کسی آسیب وارد شود.

## اعضا
| کنونی - جورج فیشر (کورپس گریندر)– آواز (۱۹۹۵ تاکنون) - راب برت – گیتار الکتریک (۱۹۹۳ تا ۱۹۹۷، ۲۰۰۵ تاکنون) - پت اوبراین – گیتار الکتریک (۱۹۹۷ تاکنون) - الکس وبستر – گیتار بیس (۱۹۸۸ تاکنون) - پل مازورکویچز – درامز (۱۹۸۸ تاکنون) | پیشین - باب راسی – گیتار الکتریک (۱۹۸۸ تا ۱۹۹۳) - کریس بارنز – آواز (۱۹۸۸ تا ۱۹۹۵) - جک اوون – گیتار الکتریک (۱۹۸۸ تا ۲۰۰۴) - جرمی ترنر – گیتار الکتریک (۲۰۰۴ تا ۲۰۰۵) |

## آلبوم‌ها

### آلبوم‌های استودیویی
| نام آلبوم                | سال انتشار |
| ۱. Eaten Back to Life    | ۱۹۹۰       |
| ۲. Butchered at Birth    | ۱۹۹۱       |
| ۳. Tomb of the Mutilated | ۱۹۹۲       |
| ۴. The Bleeding          | ۱۹۹۴       |
| ۵. Vile                  | ۱۹۹۶       |
| ۶. Gallery of Suicide    | ۱۹۹۸       |
| ۷. Bloodthirst           | ۱۹۹۹       |
| ۸. Gore Obsessed         | ۲۰۰۲       |
| ۹. The Wretched Spawn    | ۲۰۰۴       |
| ۱۰. Kill                 | ۲۰۰۶       |
| ۱۱. Evisceration Plague  | ۲۰۰۹       |
| ۱۲. Torture              | ۲۰۱۲       |
| ۱۳. A Skeletal Domain    | ۲۰۱۴       |
| ۱۴. Red Before Black     | ۲۰۱۷       |
| ۱۵. Violence Unimagined  | ۲۰۲۱       |

### آلبوم‌های اجرای زنده
| نام آلبوم        | سال انتشار |
| Live Cannibalism | ۲۰۰۰       |

### آلبوم‌های ویدئویی
| نام آلبوم                               | سال انتشار |
| Monolith of Death Tour '96–'97          | ۱۹۹۷       |
| Live Cannibalism                        | ۲۰۰۰       |
| Centuries of Torment The First 20 Years | ۲۰۰۸       |
| Global Evisceration                     | ۲۰۱۱       |